# Hormisa absorptalis
Hormisa absorptalis är en fjärilsart som beskrevs av Walker 1858. Hormisa absorptalis ingår i släktet Hormisa och familjen nattflyn. Inga underarter finns listade i Catalogue of Life.